# The Arrival of Perpetua
The Arrival of Perpetua è un film muto del 1915 diretto da Émile Chautard.

## Trama
Chiamata familiarmente Pet, Perpetua lascia il collegio dove è stata educata per ritornare a casa, erede di una grossa fortuna che le ha lasciato lo zio, Hastings Curzon. Suo tutore diventa Thaddeus Curzon, un tipo eccentrico e trasandato, che l'affida alle cure della zia zitella, Abigal Majendrie. La zia, amante degli animali, si circonda di gatti, scimmie, cani, pappagallini e il suo modo di fare induce Pet a scapparsene da Taddeo. Questi la riporta da Abigal, dove Pet è oggetto del contendere fra tre pretendenti alla sua mano. La ragazza, per liberarsi di loro, si procura la lettera di un avvocato che dichiara che lei è senza un soldo. Subito, i tre perdono qualsiasi interesse nei suoi riguardi. Finalmente Taddeo, di cui Pet si è innamorata, si decide a chiederla in moglie, con gran felicità della ragazza.

## Produzione
Il film fu prodotto dalla Shubert Film Corporation

## Distribuzione
Distribuito dalla World Film, uscì nelle sale cinematografiche USA il 29 marzo 1915.